# 1546

## Esdeveniments
- Es canvia oficialment el terme "conquista" pel de "descubrimiento" a les cròniques espanyoles sobre Amèrica
- Sotmesos definitivament els maies
- Georgius Agricola publica el seu tractat sobre els fòssils

## Naixements
- 14 de desembre, Knudstrup, Dinamarca: Tycho Brahe, astrònom. (m. 1601)
- Burg: Joachim a Burck, compositor

## Necrològiques
- 1 de novembre - Màntua (Itàlia): Giulio Pippi, més conegut com a Giulio Romano,un pintor, arquitecte i decorador italià (n. 1499?).[1]

- Martí Luter, filòsof i religiós.